# Clelea tokyonella
Clelea tokyonella es una especie de polilla de la familia Zygaenidae.
Fue descrita científicamente por Matsumura en 1927.